# Google One
Google One é um serviço por assinatura desenvolvido pelo Google cuja premissa é oferecer maiores espaços de armazenamento em nuvem aos consumidores. Toda conta Google possui inicialmente 15 GB de armazenamento gratuito, o qual é compartilhado entre os serviços do Google Drive, Gmail e Google Fotos. Nos Estados Unidos, o Google One oferece planos pagos que se iniciam com 100 GB de armazenamento, chegando até o máximo de 30 TB. O Google One substituiu os serviços pagos do Google Drive, mudando o enfoque do serviço e tornando-o universal para as múltiplas plataformas do Google.

## História
O Google One foi anunciado em maio de 2018 e, de maio a agosto do mesmo ano, o plano de 1 TB do Google Drive foi atualizado para 2 TB, sob o mesmo preço anteriormente oferecido como uma forma de transição para os clientes da plataforma. O Google anunciou também que uma equipe de suporte 24/7 estaria disponível para todos os planos do Google One. Em meados de agosto, foi anunciado, por fim, que todos os usuários poderiam ter acesso ao Google One nos Estados Unidos sem custos, mas não receberiam nenhum benefício ou expansão de armazenamento. 

## VPN do Google One
Em outubro de 2020, o Google anunciou que lançaria seu próprio serviço de VPN, o qual faria parte da plataforma Google One. O recurso, que funciona como uma opção extra no aplicativo móvel do Google One, é uma ferramenta de proteção à privacidade e segurança que criptografa o tráfego de rede dos usuários. Atualmente, a função está disponível apenas para os usuários do serviço que residem nos Estados Unidos.